# Finsko-švédský znakový jazyk
Finsko-švédský znakový jazyk je oficiálně uznaný znakový jazyk švédské minority neslyšících na území Finska. Pro jeho vývoj a šíření hrála klíčovou roli škola ve finském městě Porvoo (švédsky Borgå). Škola vznikla v polovině 19. století a fungovala do roku 1993. Dnes je jazyk předáván především jejími bývalými žáky v rámci intenzivní snahy o jeho revitalizaci.
Ve Finsku jsou zákonem uznané dva znakové jazyky: finský znakový jazyk a  finsko-švédský znakový jazyk. Finský znakový jazyk, finsko-švédský znakový jazyk a švédský znakový jazyk jsou příbuzné. Psaným jazykem finsko-švédského znakového jazyka je švédština.

## Historie

### Škola v Porvoo (Borgåskolan)
Na počátku vzniku finsko-švédského znakového jazyka stojí Carl Oscar Malm. Sám byl finsko-švédský neslyšící, narodil se v Eurajoki, ale své vzdělání získal ve škole Manilla ve Stockholmu. Po ukončení školní docházky a několika letech učitelské praxe se v roce 1846 vrátil do Finska a téhož roku založil v Porvoo první finskou školu pro neslyšící. Malmovi bylo tenkrát dvacet let. Podle toho, jak rostl počet žáků, vznikaly i nové školy, například ve městech Turku a Pietarsaari. Malmův znakový jazyk se tak ve Finsku úspěšně šířil.

### Oralizace
S rozšiřující se komunitou neslyšících a s nově vznikajícími spolky a školami se šířil i znakový jazyk. Souběžně s tím však postupovaly i oralistické tendence, které přišly v průběhu druhé poloviny 19. století ze střední Evropy i do severských zemí. Oralistický přístup vycházel z myšlenky, že znakový jazyk je primitivní a méněcennější varianta komunikace ve srovnání s mluveným jazykem, a proto se podle této teorie všichni neslyšící měli učit mluvené řeči a odezírání ze rtů, aby se tak co nejvíce přiblížili a podobali slyšícím lidem. Jelikož neslyšící byli v duchu tohoto myšlenkového proudu považováni za defektní a znakový jazyk jím nebyl uznáván za jazyk, byli neslyšící učitelé ve školách pro neslyšící propouštěni a znakový jazyk byl zakázán. Neslyšící žáci byli rozděleni do finských a švédských škol. Touto izolací se znakový jazyk rozdělil na dvě různé variety, finský znakový jazyk a finsko-švédský znakový jazyk.
Útlak vedl k tomu, že se neslyšící sdružovali do spolků, svazů a organizací v boji proti oralismu a v boji za právo na svůj jazyk. Ve Finsku se oralismus začal zmírňovat až v 70. letech 20. století, poté, co moderní lingvistický výzkum prokázal, že znakové jazyky jsou přirozené jazyky, a nikoliv jen „dočasná pantomimická gesta“, jak tvrdili zastánci oralismu.
Dopad oralizace
Vlivem oralistických proudů se školy pro neslyšící ve Finsku začaly dělit podle vyučovacích jazyků: finštiny a švédštiny. Švédštinu používaly dvě školy pro neslyšící v Borgå a v Jakobstadu. Po uzavření jacobstadské školy v roce 1923 zůstala Borgå dövskola jedinou alternativní švédskou školou. To znamená, že neslyšící děti ze švédského kulturního zázemí na území Finska byly shromážděny v internátu Borgåskolan.
Přestože byl znakový jazyk zakázán a neslyšící děti byly vyučovány artikulaci a odposlechu, plnila škola důležitou funkci v udržení a předávání finsko-švédského znakového jazyka. Děti se učily navzájem znakovat o přestávkách a mnohé se tu v sedmi letech poprvé setkaly se znakovým jazykem jakožto s možností komunikace. Zkušenost těchto lidí reflektuje Birgitta Wallvik ve své knize Du måste vara döv för att („Na to byste museli být neslyšící“).
Hlavními jazykovými vzory pro osvojení jazyka byly neslyšící děti s neslyšícími rodiči, kteří si osvojili finsko-švédský znakový jazyk jako svůj mateřský jazyk.
Škola pro neslyšící v Borgå plnila mimořádně důležitou funkci zachování jazyka. Naneštěstí se tato její důležitá role projevila až po jejím uzavření v roce 1993. Oficiálním důvodem uzavření školy byl nedostatek studentů. Jejich odchod z Borgåskolan byl ale zapříčiněn nespokojeností studentů i jejich rodičů s kvalitou výuky. Od konce éry oralismu v 70. letech začali sice slyšící učitelé používat znaky, jejich znalost znakového jazyka však byla podle studentů nedostatečná; studenti se mohli mezi sebou bavit ve znakovém jazyce, aniž by jim učitel rozuměl.

## Výzkum
Až do roku 2015 byl ve Finsku oficiálně uznáván pouze jeden znakový jazyk. Finsko-švédský znakový jazyk byl považován za jeden z jeho dialektů. V letech 1998–2000 probíhal první výzkum finsko-švédského znakového jazyka, který se zabýval především lexikem (slovní zásobou znaků). Studie odhalila tolik odlišných rysů jazyka, že na základě výsledků prohlásila Asociace finsko-švédského znakového jazyka v roce 2005 finsko-švédský znakový jazyk za jazyk samostatný.
V roce 2013 byl finsko-švédský znakový jazyk uznán za kriticky ohrožený podle kritérií UNESCO jakožto jeden z nejmenších autochronních jazyků ve Finsku.
Průzkum Marie Andersson-Koski z roku 2015 mapuje přibližně 90 neslyšících žijících ve Finsku, hlásících se k finsko-švédskému znakovému jazyku jakožto ke svému mateřskému jazyku. V současné době není znám celkový počet uživatelů FŠZJ. Z geografického hlediska jsou neslyšící uživatelé jazyka rozptýleni především ve švédsky mluvících oblastech Finska, koncentrovaných především v provinciích Ostrobothnia a Uusimaa. Kromě toho jsou další mluvčí rozptýlení po celém Finsku a také ve Švédsku, tuto část tvoří často právě ti, kteří před nebo po zrušení školy v Borgå odešli do Švédska za dalším vzděláním.
V roce 2015 byl finsko-švédský znakový jazyk zákonem 359/2015 uznán za samostatný jazyk, existující vedle finského znakového jazyka mezi finskými jazykovými menšinami.
V roce 2016 provedlo ministerstvo spravedlnosti studii o celkové situaci jazyka. Ze zprávy vyplynulo, že pokud nebudou brzy přijata revitalizační opatření, jazyk zanikne.
V roce 2021 získávají dvě univerzity v Jyväskylä a v Helsinkách grant pro výzkum FŠZJ.
Na podzim 2024 má vyjít první verze jazykového korpusu FŠZJ.

## Revitalizace jazyka
Zdařilému obnovení a udržení finsko-švédského znakového jazyka brání hned několik faktorů. Jedním z nejvýznamnějších je ten, že se se samotnou revitalizací začalo ve chvíli, kdy už jazyk začal vymírat. Trvalo mnoho let, než byl jazyk oficiálně uznán za samostatný jazyk hodný udržení, a ani po ukotvení v zákoně z roku 2015 není jednoduché sehnat prostředky k jeho zachování a přesvědčit veřejnost o smyslu této snahy, nebo v neposlední řadě jen upozornit na existenci této snahy.
Podle průzkumu Marie Andersson-Koski z roku 2015 se téměř 70 % dotazovaných uživatelů FŠZJ narodilo v 50. letech 20. století nebo dříve, což svědčí o vysokém průměrném věku uživatelů a větším riziku zániku jazyka. V současnosti neexistuje škola, kde by se daným jazykem vyučovalo, ani kde by se finsko-švédský znakový jazyk učil. Obojí je přitom pro osvojení a používání jazyka klíčové.
Předávání jazyka a vědomostí je v současnosti neorganizované. Znaky se předávají mezi mluvčími, neslyšící děti se učí v ideálním případě znakovat odmala, a pokud jsou potomky slyšících rodičů, učí se rodiče zpravidla znakovému jazyku spolu s nimi. Často je ale potom takové dítě ve škole jediné, které daný jazyk ovládá. Lidé s potřebou vzdělání v mateřském finsko-švédském znakovém jazyce jsou rozptýleni po větší geografické oblasti, než jsou fungující komunity a centra schopny pokrýt.
Snaha aktivistů o revitalizaci spočívá jak v teoretickém výzkumu, tak v předávání jazyka. Probíhají aktivní diskuse o jazyku, mluvčí se shromažďují v klubech a spolcích. Důraz se klade na výuku dětí alespoň na způsob kroužku, na který mohou děti docházet, většinou jednou týdně.
V současné době také vzniká jazykový korpus, slovník finsko-švédského znakového jazyka, který zároveň jazyk popisuje a vymezuje.